# 船舶職員及び小型船舶操縦者法
船舶職員及び小型船舶操縦者法（せんぱくしょくいんおよびこがたせんぱくそうじゅうしゃほう、昭和26年4月16日法律第149号）は、船舶職員として大型船舶に乗り組ませるべき者の資格ならびに小型船舶操縦者として小型船舶に乗船させるべき者の資格および遵守事項等を定めることによって船舶の航行の安全を図ることに関する日本の法律である。2002年の船舶職員法改正で小型船舶操縦者の規定を設けたことに伴い、現在の題名になった。

## 構成
- 第1章 総則（第1条 - 第3条）
- 第2章 船舶職員
  - 第1節 海技士の免許及び海技士国家試験（第4条 - 第16条）
  - 第2節 登録海技免許講習実施機関等（第17条 - 第17条の19）
  - 第3節 船舶職員の乗組み（第18条 - 第23条）
- 第3章 小型船舶操縦者
  - 第1節 小型船舶操縦士の免許及び小型船舶操縦士国家試験（第23条の2 - 第23条の11）
  - 第2節 小型船舶操縦士試験機関（第23条の12 - 第23条の24）
  - 第3節 登録特定操縦免許講習機関等（第23条の25 - 第23条の34）
  - 第4節 小型船舶操縦者の乗船等（第23条の35 - 第23条の39）
  - 第5節 小型船舶操縦者の遵守事項等（第23条の40 - 第23条の42）
- 第4章 雑則（第24条 - 第29条の5）
- 第5章 罰則（第30条 - 第33条）
- 附則

## 用語
ここでいう船舶職員は海技士、小型船舶操縦者は小型船舶操縦士のことを指す。なお、この法律は無免許での航行を禁じており、航行する際には、それ相応の免許を携帯し航路図を関係省庁に提出しなくてはならないこととなっている。

## 免許・資格
- 海技士
- 小型船舶操縦士
- 船舶に乗り組む衛生管理者
- 船舶料理士
- 救命艇手
- 限定救命艇手